# USS Bremerton (SSN-698)
| USS Bremerton (SSN-698)    |                                            |                                            |
|                            |                                            |                                            |
|                            |                                            |                                            |
| Порт приписки              | Перл-харбор                                | Перл-харбор                                |
| Спуск на воду              | 22 липня 1978 року                         | 22 липня 1978 року                         |
| Виведений зі складу флоту  | 9 липня 2018 року                          | 9 липня 2018 року                          |
| Сучасний статус            | в резерві                                  | в резерві                                  |
| Проєкт                     |                                            |                                            |
| Тип ПЧ                     | «Лос-Анджелес»                             | «Лос-Анджелес»                             |
| Основні характеристики     |                                            |                                            |
| Швидкість (надводна)       | 20 вузлів                                  | 20 вузлів                                  |
| Швидкість (підводна)       | 20 вузлів                                  | 20 вузлів                                  |
| Екіпаж                     | 12 офіцерів, 98 матросів                   | 12 офіцерів, 98 матросів                   |
| Розміри                    |                                            |                                            |
| Довжина найбільша (по КВЛ) | 110,3 м                                    | 110,3 м                                    |
| Ширина корпусу найб.       | 10 м                                       | 10 м                                       |
| Середня осадка (по КВЛ)    | 9,7 м                                      | 9,7 м                                      |
| Водотоннажність надводна   | 6159 тонн                                  | 6159 тонн                                  |
| Озброєння                  |                                            |                                            |
| Торпедно- мінне озброєння  | 4 × 21 в (533 мм) торпедні апарати Mark-48 | 4 × 21 в (533 мм) торпедні апарати Mark-48 |
| Ракетне озброєння          | крилаті ракети Tomahawk                    | крилаті ракети Tomahawk                    |

«Бремертон» (англ. USS Bremerton (SSN-698)) — Багатоцільовий атомний підводний човен, є 11 в серії з 62 підводних човнів типу «Лос-Анджелес», побудованих для ВМС США. Він став другим кораблем ВМФ США, названим на честь міста Бремертон, штат Вашингтон. Призначений для боротьби з підводними човнами і надводними кораблями противника, а також для ведення розвідувальних дій, спеціальних операцій, перекидання спецпідрозділів, нанесення ударів, мінування, пошуково-рятувальних операцій.

## Будівництво

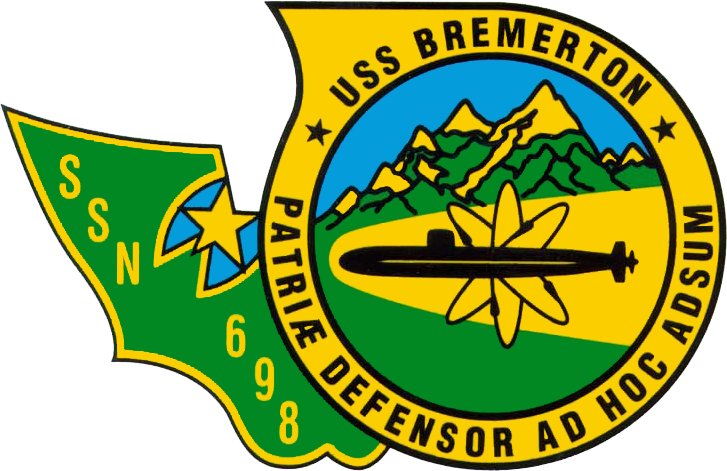
Емблема човна

Контракт на будівництво 24 січня 1972 року було присуджено американській корабельні Electric Boat підрозділу корпорації General Dynamics в місті Гротон, штат Коннектикут. Закладка кіля відбулася 8 травня 1976 року. Спущена на воду 22 липня 1978 року. Хрещеною матір'ю стала Хелен Джексон, дружина Генрі М. Джексона. Введений в експлуатацію 28 березня 1981 року в Гротоні, штат Коннектикут. Порт приписки Перл-Гарбор, Гаваї. З 18 серпня 1998 року порт приписки Сан-Дієго, штат Каліфорнія. З 14 березня 2003 року порт приписки Перл-Харбор, Гаваї.

## Служба
4 січня 1982 прибув на військово-морську верф у Перл-Гарбор для семимісячного ремонту. 20 вересня покинув порт приписки розгортання біля західного узбережжя, з якого повернулася 7 листопада.
З 1983 по 1986 рік човен перебував в планових розгортання в західній частині Тихого океану.
7 червня 1988 прибув в сухий док № 2 суднобудівної верфі в Перл-Гарбор для проходження запланованого трирічного капітального ремонту, який покинув 6 квітня 1990 року.
3 травня 1993 року покинув порт приписки для запланованого розгортання в західній частині Тихого океану в складі ударної групи авіаносця USS «Independence» (CV 62), з якого повернувся 3 листопада.
26 жовтня 1995 року залишив порт приписки для запланованого розгортання в західній частині Тихого океану, з якого повернувся 26 квітня 1996 року.
10 вересня 1997 року покинув порт приписки для запланованого розгортання в західній частині Тихого океану, з якого повернувся 2 березня 1998 року. 18 серпня 1998 прибув в свій новий порт приписки на військово-морську базу підводних човнів Лома в Сан-Дієго (штат Каліфорнія), завершивши п'ятиденний транзитний перехід з Перл-Гарбор (Гаваї).
11 березня 1999 року використовував одну торпеду, щоб потопити занедбану носову частину торгового судна «New Carissa» біля узбережжя штату Орегон. 18 вересня покинув порт приписки базу Лома для запланованого розгортання в західній частині Тихого океану, з якого повернулась додому 18 березня 2000 року.
4 червня 2001 року покинув порт приписки Сан-Дієго для запланованого розгортання в західній частині Тихого океану, з якого повернулась 4 грудня.
21 березня 2002 прибув в плаваючий сухий док USS Arco (ARDM 5) військово-морської бази Лома для проведення двомісячного ремонту, який покинув 29 квітня. 14 березня 2003 року покинув базу Лома для запланованого розгортання в західній частині Тихого океану, з якого повернувся додому 21 липня. 16 вересня прибув в свій новий порт приписки Перл-Гарбор, Гаваї, завершивши шестиденний транзитний перехід з Сан-Дієго, штат Каліфорнія.
2 лютого 2004 прибув на військово-морську верф у Перл-Гарбор для проведення трирічного капітального ремонту. 24 лютого встала в сухий док № 1, який покинула 13 грудня 2005 року.
14 березня 2007 прибув в Перл-Харбор, після завершення першого етапу морських випробувань. 29 липня 2008 року покинув порт приписки Перл-Гарбор для запланованого розгортання в західній частині Тихого океану, з якого повернулася 29 січня 2009 року.

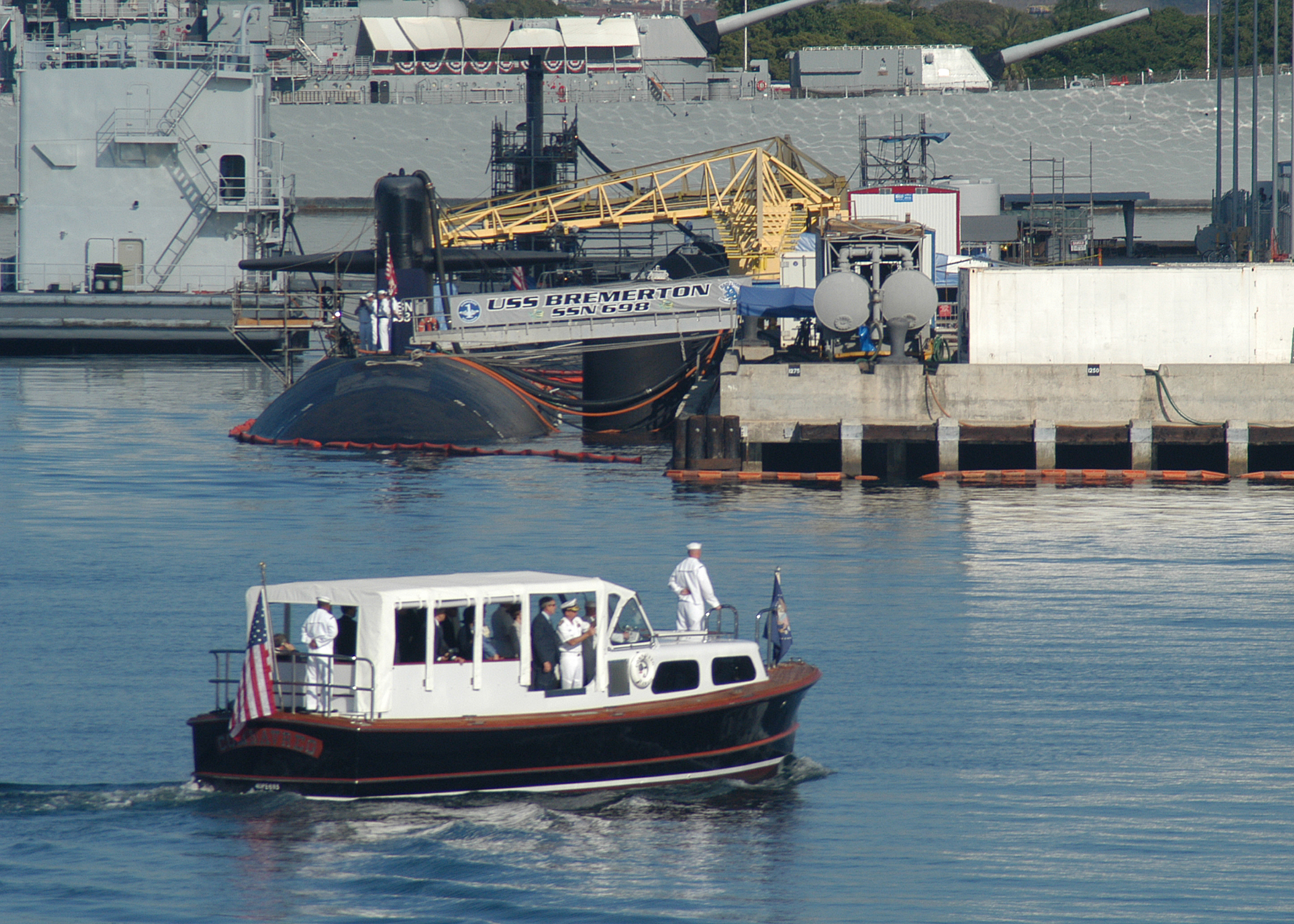
На пристані в Перл-Харбор.

21 січня 2010 прибув в сухий док в Перл-Харборі для проходження запланованого ремонту, який був завершений 9 травня. 23 січня 2010 року головний підводний човен (USS Los Angeles (SSN-688)) типу «Лос-Анджелес», був виведений з експлуатації, USS Bremerton (SSN-698) став найстарішим в експлуатації підводним човном на флоті США. 5 квітня 2011 року покинув порт приписки для запланованого розгортання в зоні відповідальності 5-го флоту США, з якого повернулася 5 жовтня.
29 жовтня 2012 року покинула порт приписки Перл-Харбор для запланованого розгортання в західній частині Тихого океану, з якого повернувся 30 травня 2013 року.
30 січня 2014 прибув в сухий док № 1 судноверфі в Перл-Харбор для проведення обмеженого ремонту, який покинула 23 липня.
У лютому 2015 року відвідав місто Бремертон. 14 грудня покинув порт приписки Перл-Харбор для запланованого розгортання в західній частині Тихого океану, з якого повернулася 15 червня 2016 року, завершивши своє 15-те розгортання за 35 років.
У вересні 2016 прибув в сухий док № 2 судноверфі в Перл-Харбор для проведення технічного обслуговування, який покинув 15 листопада.
У листопаді 2017 року покинув порт приписки Перл-Харбор для запланованого розгортання в західній частині Тихого океану. 22 грудня прибув з шестиденним візитом в Йокосука, Японія. 14 лютого 2018 прибув з візитом до Сінгапуру, який тривав шість днів. 1 березня прибув із запланованим візитом в Субик-Бей (Філіппіни). 6 квітня в останній раз повернувся в порт приписки Перл-Харбор, Гаваї, успішно завершивши своє останнє шестимісячне розгортання в західній частині Тихого океану. Найближчим часом відправиться в Бремертон, штат Вашингтон, для деактивації.